# Fairey Firefly II

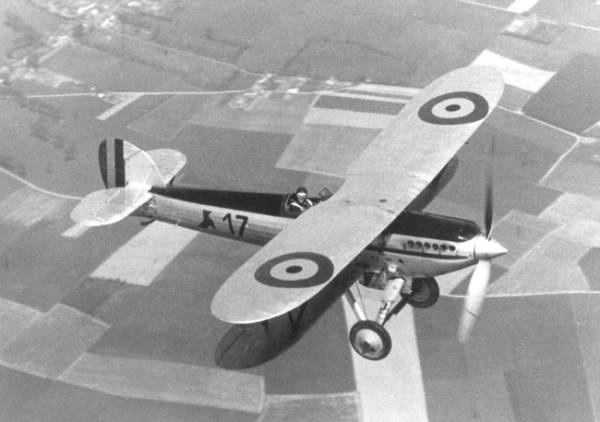
Een Belgische Firefly IIM

De Fairey Firefly II was een Brits gevechtsvliegtuig uit de jaren dertig. Het was een eenmotorige tweedekker met een geheel metalen constructie. Het werd gebouwd door Fairey Aviation Company Limited, en diende hoofdzakelijk voor de Belgische Luchtmacht in de loop van de jaren dertig tot de onderbreking door de Tweede Wereldoorlog.

## Ontwerp en ontwikkeling
De Firefly II werd op eigen initiatief van Fairey ontworpen door Marcel Lobelle. Het was een geheel nieuw ontwerp en had buiten de naam weinig gemeen met de Fairey Firefly I. Fairey dong met de Firefly II mee naar een contract voor specificatie F.20/27 uit 1927, van het Britse Air Ministry, voor een eenpersoons onderscheppingsjager. Het eerste toestel vloog op 5 februari 1929.
De Firefly II concurreerde voor het RAF-contract met de Hawker Sea Fury. Ze had een hogere snelheid maar werd bekritiseerd wegens haar zware besturing. De Firefly was echter overwegend van houten constructie, hoewel het ministerie een metalen constructie had voorgeschreven. Daarom werd de Fury geselecteerd. Later werd het prototype herbouwd en hernoemd tot Firefly IIM, waarbij de "M" de inmiddels geheel metalen constructie aanduidde.
Fairey bouwde een nieuw prototype met grotere spanwijdte voor gebruik op vliegdekschepen van de Royal Navy als Firefly III (later met meer metalen onderdelen herbouwd als Firefly IIIM), ter vervanging van de Fairey Flycatcher van de Fleet Air Arm, maar dit contract werd ook gewonnen door een type van Hawker, namelijk de Hawker Nimrod. De Firefly IIIM, werd later uitgerust met drijvers, en werd door de High Speed Flight van de RAF gebruikt als lesvliegtuig voor de Schneider Trophy van 1931.

## Operationele geschiedenis
Fairey kreeg een contract van de Belgische luchtmacht voor 25 Firefly IIM's, dat gevolgd werd door een bijkomende bestelling voor 62 stuks, die gebouwd zouden worden door Avions Fairey in Gosselies, de Belgische vestiging van Fairey. De Firefly was nog in dienst toen de Tweede Wereldoorlog uitbrak. Het type diende slechts kortstondig in de oorlog, vanaf mei tot juni 1940. 30 toestellen werden gebruikt voor verkenningsvluchten tijdens de Achttiendaagse Veldtocht in mei 1940, maar ze waren niet opgewassen tegen de Duitse Luftwaffe. 14 toestellen werden geëvacueerd naar Frankrijk, ter verdediging van het gebied rond Chartres omstreeks 16 juni 1940.
Twee van de Belgische vliegtuigen werden omgebouwd tot Firefly IV, met 785 pk Hispano-Suiza 12Xbrs motoren, maar deze versie werd niet verder ontwikkeld. Eén toestel werd aan de Sovjet-Unie geleverd, voor testen en proefvluchten.

## Fairey Firefly IIM
- Type: Gevechtsvliegtuig
- Fabrikant: Fairey Aviation Company Limited
- Ontworpen door: Marcel Lobelle
- Eerste vlucht: 5 februari 1929
- Ingevoerd: 1931
- Gebruikers: België, USSR
- Aantal gebouwd: 91 stuks

## Varianten
- Fairey Firefly II
- Fairey Firefly IIM
- Fairey Firefly III/IIIM
- Fairey Firefly IV

### Technische gegevens
- Bemanning: 1 piloot
- Lengte: 7,52 m
- Vleugelwijdte: 9,60 m
- Hoogte: 2,85 m
- Vleugeloppervlakte: 22 m²
- Leeggewicht: 1.083 kg
- Geladen gewicht: 1.490 kg
- Motor: 1 x Rolls-Royce F.XIS 12-cilinder in lijn, watergekoeld, 480 pk

### Prestaties
- Maximumsnelheid: 359 km/h op 4.000 m; 175 km/h op zeeniveau
- Vliegbereik: 386 km
- Dienstplafond: 9.400 m
- Klimtijd: 10,9 min naar 6.000 m

### Bewapening
- 2 x 7.7-mm Vickers-mitrailleurs